# Abdul Zubairu
Abdul Zubairu (sinh ngày 3 tháng 10 năm 1998) là một cầu thủ bóng đá Nigeria thi đấu ở vị trí tiền vệ cho câu lạc bộ Slovakia AS Trenčín.

## Sự nghiệp

### AS Trenčín
Zubairu ra mắt chuyên nghiệp cho AS Trenčín trước ŠK Slovan Bratislava ngày 25 tháng 2 năm 2016.